# Ігнатович Сергій Сергійович
Сергій Сергійович Ігнатович (біл. Сяргей Сяргеевіч Ігнатовіч, нар. 29 червня 1992, Могилів, Білорусь) — білоруський футболіст, воротар футбольної команди «Динамо-Берестя».

## Життєпис
Сергій Ігнатович народився 29 червня 1992 року. Вихованець школи мінського «Динамо». У складі «Динамо» (Мінск) почав професійну кар'єру у футболі.
17 квітня 2009-о року у грі мінського і брестського «Динамо» вперше з'явився в дублюючому складі, замінивши Андрія Горбунова. Мінчани виграли той матч з мінімальним рахунком, а Ігнатович у відведений йому час відстояв «на нуль». Перший повний матч у складі дубля мінського «Динамо» провів майже через три місяці — 11 липня, на виїзді з резервістами «Дніпра», де Сергій знову відстояв без пропущених м'ячів.
За підсумком сезону Сергій Ігнатович, зігравши 10 матчів за другу команду «Динамо», отримав золоті медалі за перемогу в першості дублерів.
З наступного року він став регулярно захищати ворота в дублі, проявивши себе як надійний воротар. Першу половину сезону 2012 року провів в оренді в «Березі-2010». Влітку 2012 року повернувся в мінське «Динамо». Того ж року вперше з'явився на полі у складі основної команди. Перший виступ припав на матч кубка Білорусі з пінською «Хвилею» — на 67-й хвилині Ігнатович замінив у воротах Олександра Сулиму.
Сезон 2013 розі провів в оренді в «Березі-2010». У 20-и поєдинках пропустив 19 м'ячів, чим допоміг «Березі» посісти 5-е місце в Першій лізі.
На початку сезону 2014 років повернувся в мінське «Динамо», де закріпився як другий воротар. У Вищій лізі Білорусі дебютував 24 червня 2014 року, відіграв увесь матч зі «Слуцьком» (0:0). Надалі тривалий період часу конкурував за місце основного воротаря з Олександром Гутором. Зіграв 3 матчі у груповому етапі Ліги Європи 2014—2015.
У сезоні 2015 року Гутор виграв конкуренцію за місце першого воротаря, в той же час Ігнатович став його дублером. У червні 2016 року, після переходу Олександра в російський «Оренбург», став основним воротарем білоруського клубу. На початку 2017 року, після невдалого матчу на полчатку сезону (2:2 проти берестейського «Динамо» у кубку Білорусі), поступився місцем в основі Андрію Климовичу, однак вже в липні повернувся в стартовий склад. У вересні 2017 року продовжив контракт з динамівцями до кінця 2019 року. Кінцівку сезону 2017 року пропустив через травму.
У сезоні 2018 року — другий воротар команди після Андрія Горбунова, а в 2018 році — другий воротар після Максима Плотнікова. Лише в жовтні та листопаді, через травму останнього з вище вказаних футболістів, зайняв місце основного воротаря команди. У листопаді 2019 року, по завершенні контракту зі столичним клубом, залишив його розташування.
У січні 2020 року почав тренуватися з берестейським «Динамо» й незабаром підписав з ним контракт.

## Кар'єра в збірній
У 2010—2011 роках був основним воротарем юніорської збірної Білорусі (U-19).
У 2012—2013 роках — другий воротар молодіжної збірної Білорусі, після Артема Сороки. Загалом зіграв в основі три матчі за молодіжну збірну.
13 листопада 2017 року дебютував у національній збірній Білорусі, зіграв перший тайм товариського матчу проти Грузії (2:2).

## Статистика виступів
| Сезон    | Дивізіон | Клуб              | Країна   | Матчі | Голи |
| -------- | -------- | ----------------- | -------- | ----- | ---- |
| 2009     | дубль    | «Динамо» (Мінськ) | Білорусь | 11    | -7   |
| 2010     | дубль    | «Динамо» (Мінськ) | Білорусь | 32    | -21  |
| 2011     | дубль    | «Динамо» (Мінськ) | Білорусь | 25    | -26  |
| 2012 (1) | Д2       | «Береза-2010»     | Білорусь | 10    | -11  |
| 2012 (2) | дубль    | «Динамо» (Мінськ) | Білорусь | 10    | -8   |
| 2013     | Д2       | «Береза-2010»     | Білорусь | 20    | -19  |
| 2014     | Д1       | «Динамо» (Мінськ) | Білорусь | 8     | -6   |
| 2015     | Д1       | «Динамо» (Мінськ) | Білорусь | 2     | -0   |
| 2016     | Д1       | «Динамо» (Мінськ) | Білорусь | 16    | -12  |
| 2017     | Д1       | «Динамо» (Мінськ) | Білорусь | 13    | -6   |
| 2018     | Д1       | «Динамо» (Мінськ) | Білорусь | 4     | -3   |
| 2019     | Д1       | «Динамо» (Мінськ) | Білорусь | 5     | -11  |

## Досягнення
«Динамо» (Мінськ)
- Вища ліга Білорусі
  -  Срібний призер (3): 2014, 2015, 2017
  -  Бронзовий призер (2): 2016, 2018

- Кубок Білорусі
  -  Фіналіст (1): 2012/13

«Динамо-Берестя»
- Суперкубка Білорусі
  -  Володар (1): 2020

«Шахтар» (Солігорськ)
- Суперкубка Білорусі
  -  Володар (1): 2023

### Індивідуальні
- У списку 22 найкращих гравців чемпіонату Білорусі (1): 2017